# Adolf Bayersdorfer

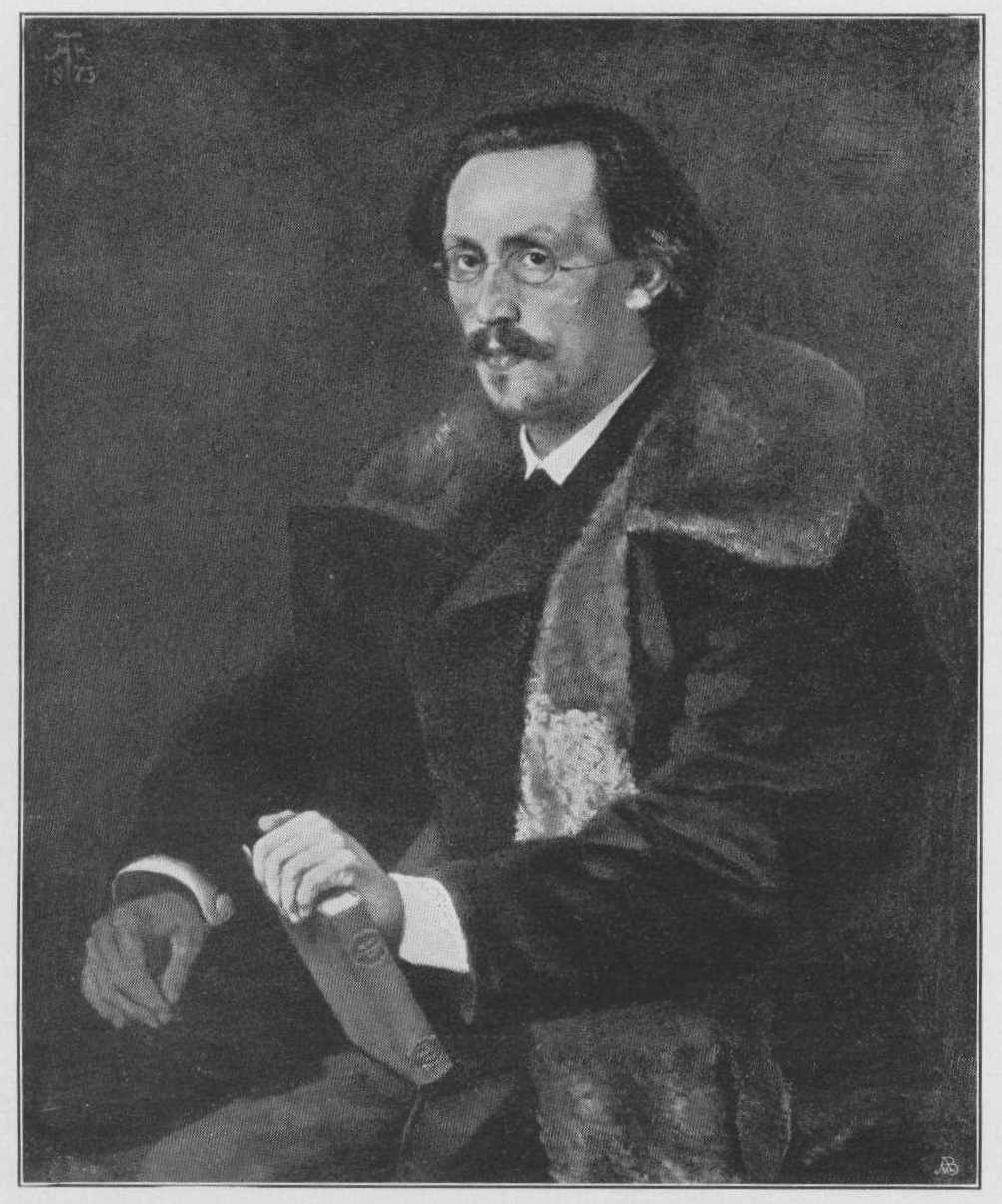
Portrait de Bayersdorfer, par Hans Thoma, 1873

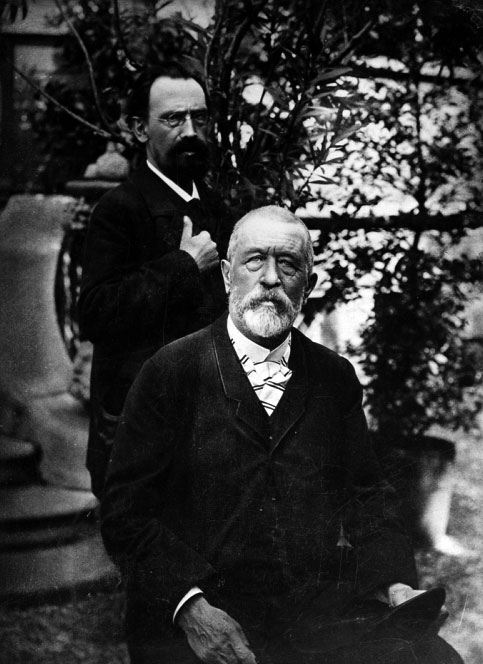
Adolf Bayersdorfer (debout derrière) avec Arnold Böcklin

Adolf Christian Bayersdorfer (né le 7 juin 1842 à Erlenbach am Main et mort le 21 décembre 1901 à Munich ; également Adolph Bayersdorfer) est un historien de l'art et problémiste d'échecs bavarois.

## Historien d'art
Après avoir obtenu son diplôme du lycée Guillaume de Munich (de), Bayersdorfer étudie la philosophie et l'histoire de l'art à partir de 1862.
Bayersdorfer est un historien de l'art renommé des années 1870 aux années 1890, qui participe notamment au congrès de 1871 sur le célèbre différend Holbein de Dresde (de). Il est conservateur à l'Alte Pinakothek et administrateur des Galeries d'État de Munich. Il correspond avec les peintres importants de son époque et est un ami proche d'Arnold Böcklin.
En 1897, il reçoit un doctorat honorifique de l'Université de Leipzig

## Problémiste d'échecs
Pendant son temps libre, Bayersdorfer compose des énigmes d'échecs. Il dirige la colonne des échecs du Münchner Neueste Nachrichten (de) de 1888 jusqu'à sa mort. En tant que problémiste d'échecs, il aime particulièrement l'économie, les mouvements clés efficaces et les échecs et mats purs. Il travaille également sur une systématisation des images des mats purs et donne son nom à deux thèmes de composition. Un an après la mort de Bayersdorfer, Johannes Kohtz (de) et Carl Kockelkorn publient un livre sur les problèmes d'échecs de Bayersdorfer.